# Amegilla advenula
Amegilla advenula es una especie de abeja excavadora perteneciente al género Amegilla, categorizada en la tribu Anthophorini, de la subfamilia Apinae.
Fue descrita por el naturalista inglés Theodore Dru Alison Cockerell en 1930. Aparece registrada y publicada en una sección de Catalogue of Afrotropical bees (Hymenoptera: Apoidea: Apiformes). Zootaxa, Vol. 2455 de 2010.

## Distribución
Se distribuye por varios países del continente africano, entre ellos, Liberia, Camerún y República Democrática del Congo.